# 马次里站
馬次里站（：／ Macha-ri yeok */?）是位于韩国江原特別自治道三陟市新基面馬次里的一座铁路站，属于岭东线。

## 历史
- 1940年7月31日 - 落成使用[1]。

## 邻近车站
韩国铁道公社
嶺東線
下古士里站 - 馬次里站 - 新基站